# Finlandia (ferry de 2001)
Le Finlandia est un ferry rapide de la compagnie finlandaise Eckerö Line. Construit entre 2000 et 2001 aux chantiers sud-coréens DSME, il est tout d'abord mis en service en juillet 2001 sur les lignes entre le continent italien, la Sardaigne et la Corse sous le nom de Moby Freedom pour le compte de la compagnie italienne Moby Lines. Cédé en 2012 à Eckerö Line, il remplace depuis décembre de cette même année le Nordlandia sur les lignes entre la Finlande et l'Estonie.

## Histoire

### Origines et construction
À la fin des années 1990, les lignes maritimes depuis l'Italie continentale vers la Sardaigne et la Corse sont, depuis quelques années, le théâtre d'une certaine émulation entre la compagnie italienne Moby Lines et l'armateur bastiais Corsica Ferries. Ce dernier capte, à cette époque, l'essentiel du flux des passagers transitant par la Ligurie, notamment grâce à la mise en service d'un navire à grande vitesse au départ de Savone, ayant pour effet de multiplier les fréquences. En conséquence, Moby voit sont trafic depuis le port de Gênes stagner, voire se réduire. Lorsqu'en septembre 1998, Corsica Ferries annonce la mise en service prochaine de deux navires neufs inspirés des ferries rapides grecs de dernière génération sur les lignes corses et sardes, la direction de Moby décide alors d'investir elle aussi dans la construction de navires similaires.
Afin de se maintenir au niveau de son concurrent, Moby passe dès le mois de mars 1999 la commande de deux navires rapides aux chantiers sud-coréens Daewoo Shipbuilding & Marine Engineering (DSME), il s'agit de la première commande de navire neuf de la compagnie depuis 1980. Conçus sur le modèle des ferries rapides des compagnies grecques Superfast Ferries et Minoan Lines, les futures unités de Moby seront dotées d'un appareil propulsif dernier cri avec quatre moteurs diesels de 50 400 kW leur permettant d'atteindre des vitesses de 27 nœuds. Étant prévus pour être en partie exploités sur la Corse, leur longueur est limitée à 175 mètres afin de pouvoir manœuvrer convenablement dans le port de Bastia, même les jours de pointe. Cette contrainte concernant la longueur des navires leur confèrera une silhouette très massive qui leur vaudront le surnom de « cubes ». La capacité envisagée est d'environ 2 000 passagers, les locaux leur étant destinées sont prévus pour être variés et de qualité avec plusieurs espaces de restauration et des bars, dont un spacieux bar-spectacle sur trois étages surplombé d'une immense baie vitrée à l'avant du navire et un bar lido avec piscine. Les installations ne sont pas en reste avec plus de 300 cabines privatives avec salles de bains et un salon fauteuils. Le garage est quant à lui pensé pour accueillir simultanément des véhicules mais aussi du fret. Ainsi, celui-ci couvre au total la hauteur de quatre ponts pour une capacité de 1 950 mètres linéaires ou 665 véhicules.
Le premier navire, baptisé Moby Wonder, est lancé le 3 octobre 2000. Le second, nommé Moby Freedom, est mis sur cale à Okpo le 21 avril 2000 et lancé le 23 décembre suivant. À l'inverse de son jumeau, mis en service avant la saison estivale, les finitions du navire prennent un certain retard, si bien qu'il n'est livré à Moby Lines que le 25 juin 2001. Afin de gagner du temps, Moby réceptionne le Moby Freedom alors que sa livrée, devant intégrer la baleine bleue caractéristique de l'armateur, n'est pas encore totalement peinte sur la coque.

### Service

#### Moby Lines (2001-2012)
Après avoir rejoint la Méditerranée au terme de deux semaines de traversée depuis la Corée du Sud, Le Moby Freedom est mis en service le 25 juillet 2001, en pleine saison estivale entre l'Italie continentale, la Sardaigne et la Corse. Le retard de livraison du navire a eu pour conséquence de faire légèrement chuter le trafic entre Gênes et Bastia en raison d'un supplément tarifaire engendré par la vitesse du car-ferry, faisant passer le temps de traversée de 6h à environ 4h45.

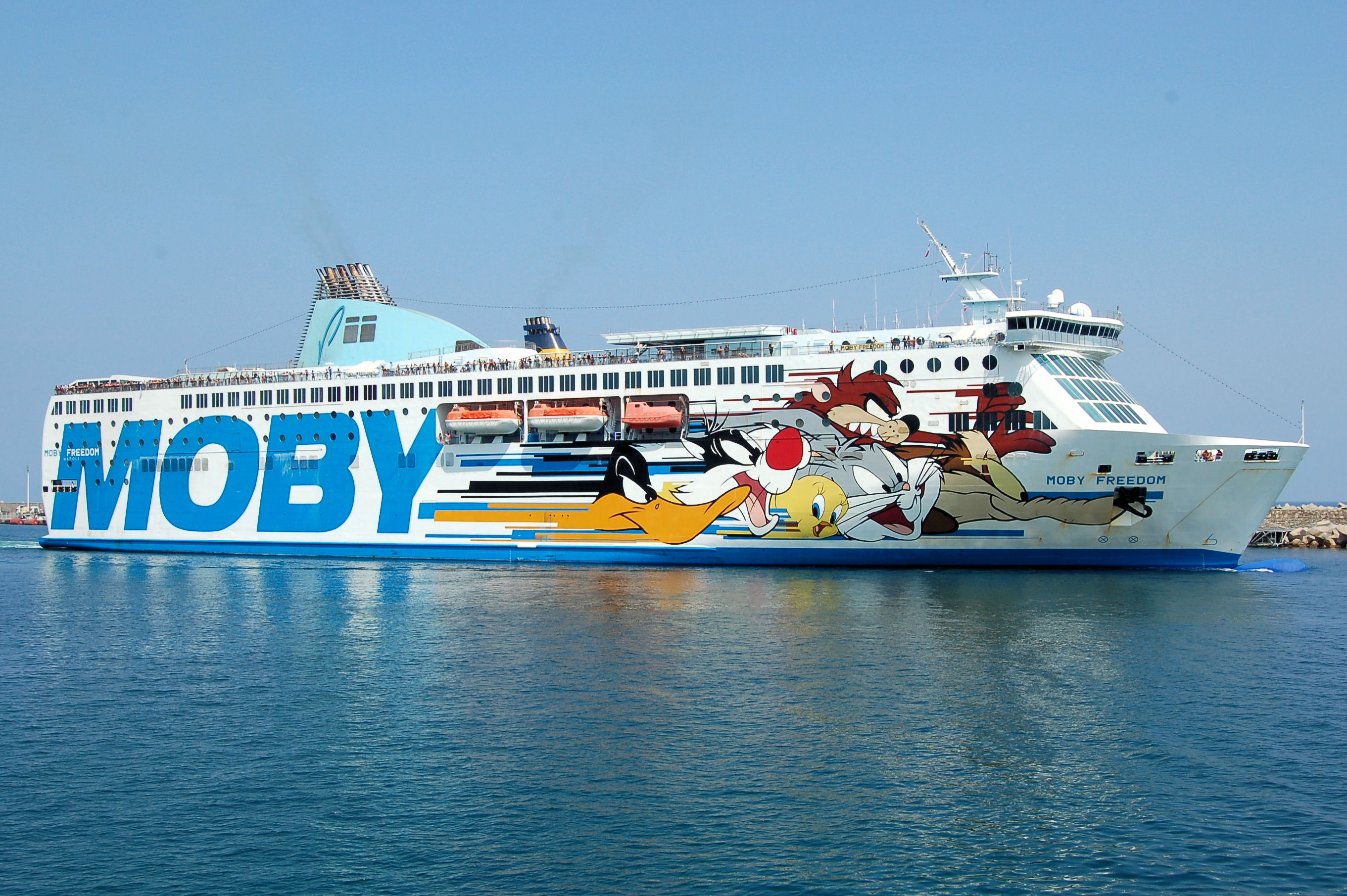
Le Moby Freedom arborant sur sa coque la livrée de Moby à l'effigie des Looney Tunes.

À l'issue de la première saison estivale, que le navire a effectuée en arborant une livrée plus sobre que son jumeau, Moby Lines remédie à ce détail de manière pour le moins originale. À la place de la baleine bleue devant normalement apparaitre sur les flancs du navire est peinte une livrée géante représentant divers personnages issus des Looney Tunes. Certains aménagements intérieurs sont également redécorés en intégrant des références à l'univers de ces personnages de cartoons. Ce procédé sera appliqué à son sister-ship le Moby Wonder en 2004 puis deviendra par la suite un standard au sein de la compagnie. 
Le 17 août 2004, le navire est victime d'une avarie au niveau de ses hélices alors qu'il venait de quitter Olbia. Après inspection, l'équipage découvre que les pales des propulseurs ont été déplacées à cause de l'usure et sont venues frotter contre la coque, occasionnant un début de voie d'eau. Censées être de qualité supérieure, ces hélices Rolls-Royce seront rapidement remplacées par des pièces de la marque Wärtsilä.
Dans la nuit du 18 janvier 2011, alors que le Moby Freedom effectue une traversée entre Livourne et Olbia, une femme de 28 ans, originaire de Mongolie, se jette volontairement par-dessus bord. Le navire est immédiatement stoppé et l'équipage se met alors à la recherche de la naufragée qui est retrouvée sans vie peu de temps après.
Au cours de la saison 2011, les lignes vers la Sardaigne mais aussi vers la Corse sont frappées par une crise sans précédent. L'augmentation du prix du carburant devient de moins en moins soutenable pour les transporteurs. De plus, la fréquentation sur ces axes connaît une forte baisse, si bien que l'offre se révèle nettement supérieure à la demande. Afin de se maintenir face à cette conjoncture difficile, Moby Lines prend la décision de revoir les affectations de sa flotte et de se séparer du Moby Freedom. Le navire est vendu le 2 février 2012 à l'armateur finlandais Eckerö Line pour 75 millions d'euros.

#### Eckerö Line (depuis 2012)

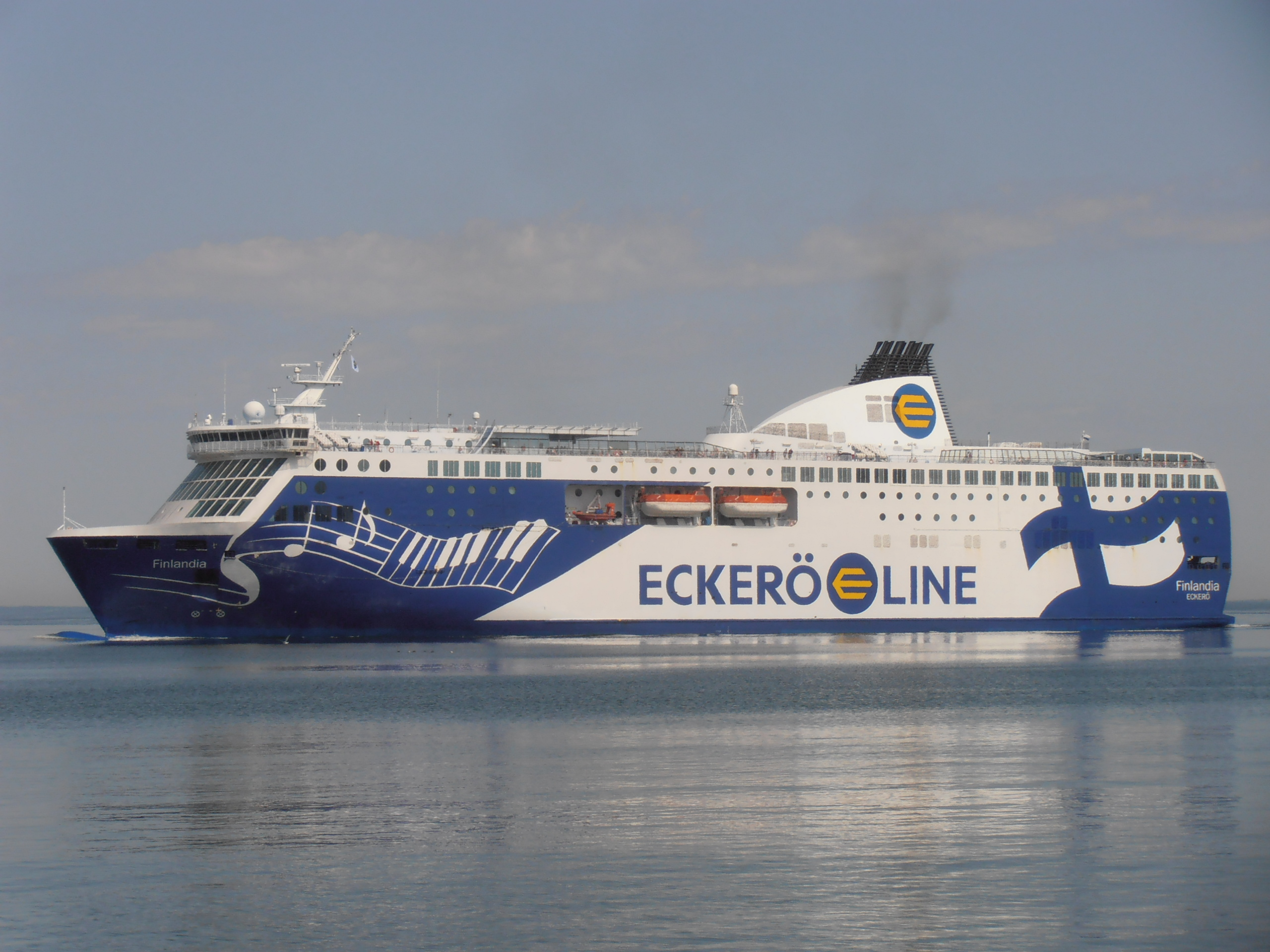
Le Finlandia sous les couleurs d'Eckerö Line en 2013.

À l'issue de son arrêt technique annuel, le navire est réceptionné par ses nouveaux propriétaires le 7 mars 2012. Il quitte ce même jour Gênes sous le nom de Freedom pour rejoindre la Suède. Après avoir navigué une dizaine de jours, le car-ferry atteint les chantiers de Landskrona. Il reste désarmé tout le long de l'année en attendant d'être mis aux standards d'Eckerö Line. Les travaux, qui débutent au cours de l'été, sont assez importants avec notamment la modification de la livrée ainsi que de la décoration des aménagements intérieurs avec le retrait des références aux Looney Tunes, la suppression de la piscine, la création d'une boutique hors-taxe ou encore le déplacement du hall de réception vers l'avant du navire. Ces transformations se poursuivent jusqu'en novembre. 
À l'issue des travaux, le navire prend le nom de Finlandia et quitte Landskrona le 11 novembre pour rejoindre Tallinn où sont effectuées les finitions. Durant les tests des dispositifs de sécurité le 16 novembre, 20 personnes sont légèrement blessées en utilisant les toboggans d'évacuation des radeaux de sauvetage.
Le Finlandia s'amarre ensuite au port d'Helsinki le 18 décembre en attendant sa mise en service. Durant plusieurs jours, le navire est présenté au public.
L'exploitation commerciale du nouveau fleuron d'Eckerö débute le 31 décembre entre Helsinki et Tallinn. Il supplante sur cet axe le Nordlandia qui desservait la ligne depuis 1998. Il entre également en concurrence directe avec un de ses sister-ships, le Superstar de Tallink, alors exploité sur la même ligne.

## Aménagements
Le Finlandia possède 10 ponts. Il devrait, normalement, en compter 11 mais son garage inférieur situé au pont 3 s'étend sur deux niveaux complets afin de pouvoir transporter du fret. Les ponts 6 à 9 sont en partie dédiés aux passagers tandis que l'équipage occupe l'arrière des ponts 1, 4, 5, 6 et 7 et l'avant du pont 9. Le garage occupe quant à lui les ponts 1, 3, 4 et 5.

### Locaux communs
À sa mise en service, le Moby Freedom possède de nombreuses installations de qualité destinées aux passagers dont la majeure partie se situe sur le pont 8. Le navire dispose ainsi de quatre espaces de restauration sur le pont 8, de trois bars dont un vaste bar-spectacle de trois étages à l'avant et un bar extérieur avec piscine, ainsi que d'une galerie marchande. Ces installations seront modernisées à quelques reprises, notamment en 2002 où diverses références aux Looney Tunes sont intégrées dans la décoration.
Après le rachat du navire par Eckerö Line en 2012, les aménagements subissent d'importants changements, notamment au niveau de la décoration avec la suppression des références aux Looney Tunes. Le bar-spectacle à l'avant est également amputé d'un pont afin de permettre la création d'une boutique hors-taxe ainsi que d'un salon wi-fi qui sera, pour sa part, supprimé quelques années plus tard au profit d'une extension de la boutique. La piscine extérieure est supprimée elle-aussi tandis le bar à proximité est conservé.
Depuis lors, les installations du car-ferry sont organisés de la manière suivantes :
- Bar Nosturi, grand bar-spectacle avant sur deux étages surplombé d'une verrière occupant les ponts 7 et 8 avec une piste de danse ;
- Pub Jätkäsaari, confortable salon sur le pont 8 où de nombreuses boissons sont proposées ;
- Pub Telakka, bar proposant plusieurs divertissements comme un karaoké situé au milieu du pont 8 ;
- Bar Paja, snack-bar sur le pont 8 à bâbord vers l'avant du navire ;
- Bar Naissaar, bar offrant des apéritifs et des boissons avant les repas sur le pont 8 vers l'arrière du côté tribord ;
- Bar Laituri, bar extérieur situé au pont 9 au milieu du navire ;
- Buffet Eckerö, restaurant buffet sur le pont 8 à bâbord vers l'arrière du navire ;
- Cafeteria Satama, Caféteria sur deux étages située à l'arrière occupant les pont 8 et 9 ;
- PopUp Shop, parfumerie située sur le pont 8 au milieu du navire ;
- Eckerö Market, Boutique hors-taxe située sur le pont 6 à l'avant du navire ;

En plus de ces installations, un centre de conférence est présent au milieu du pont 6.

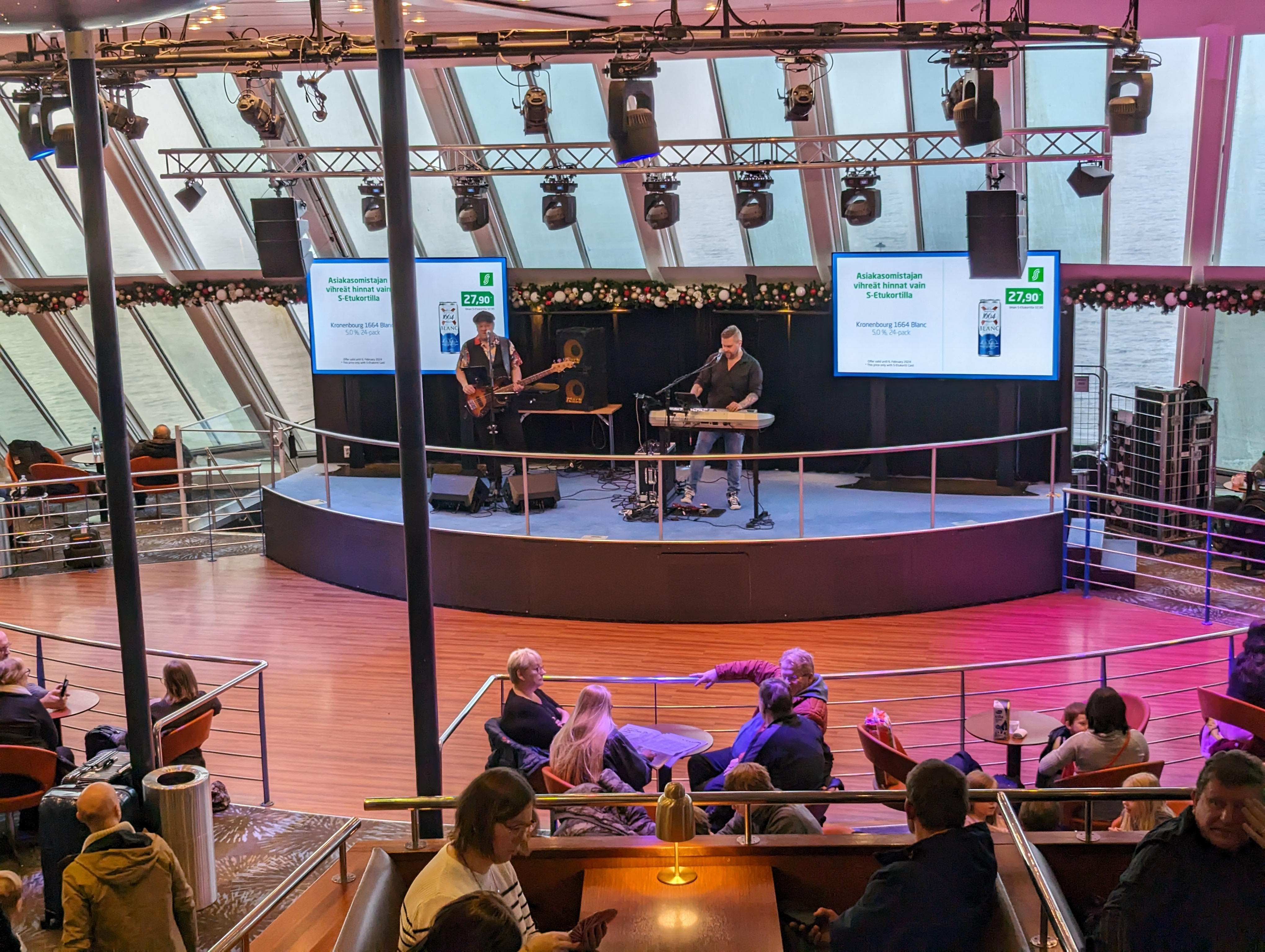
Bar Nosturi à l'avant du navire.
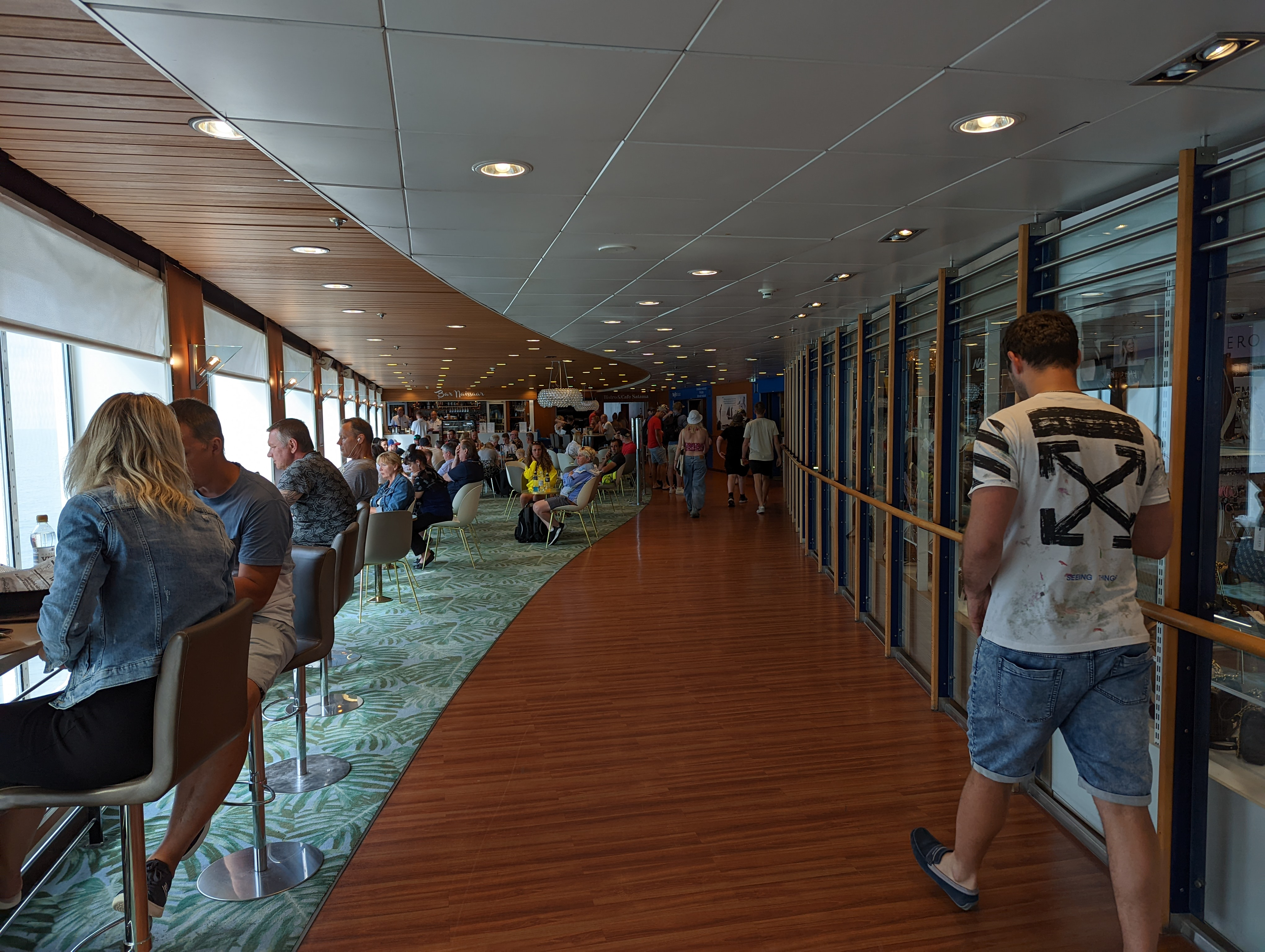
Coursive principale parcourant le pont 8.
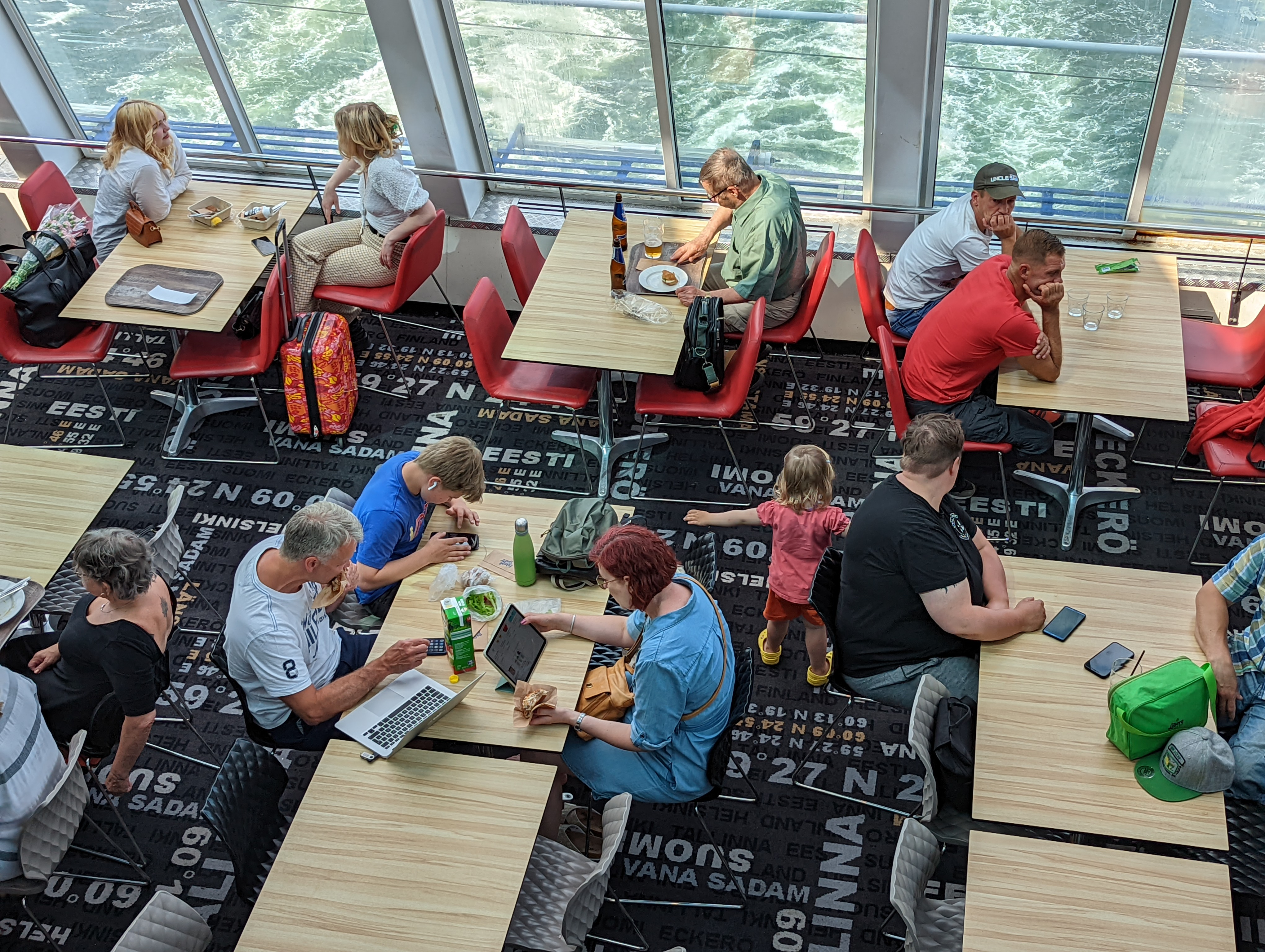
Cafeteria Satama sur le pont 8 arrière.
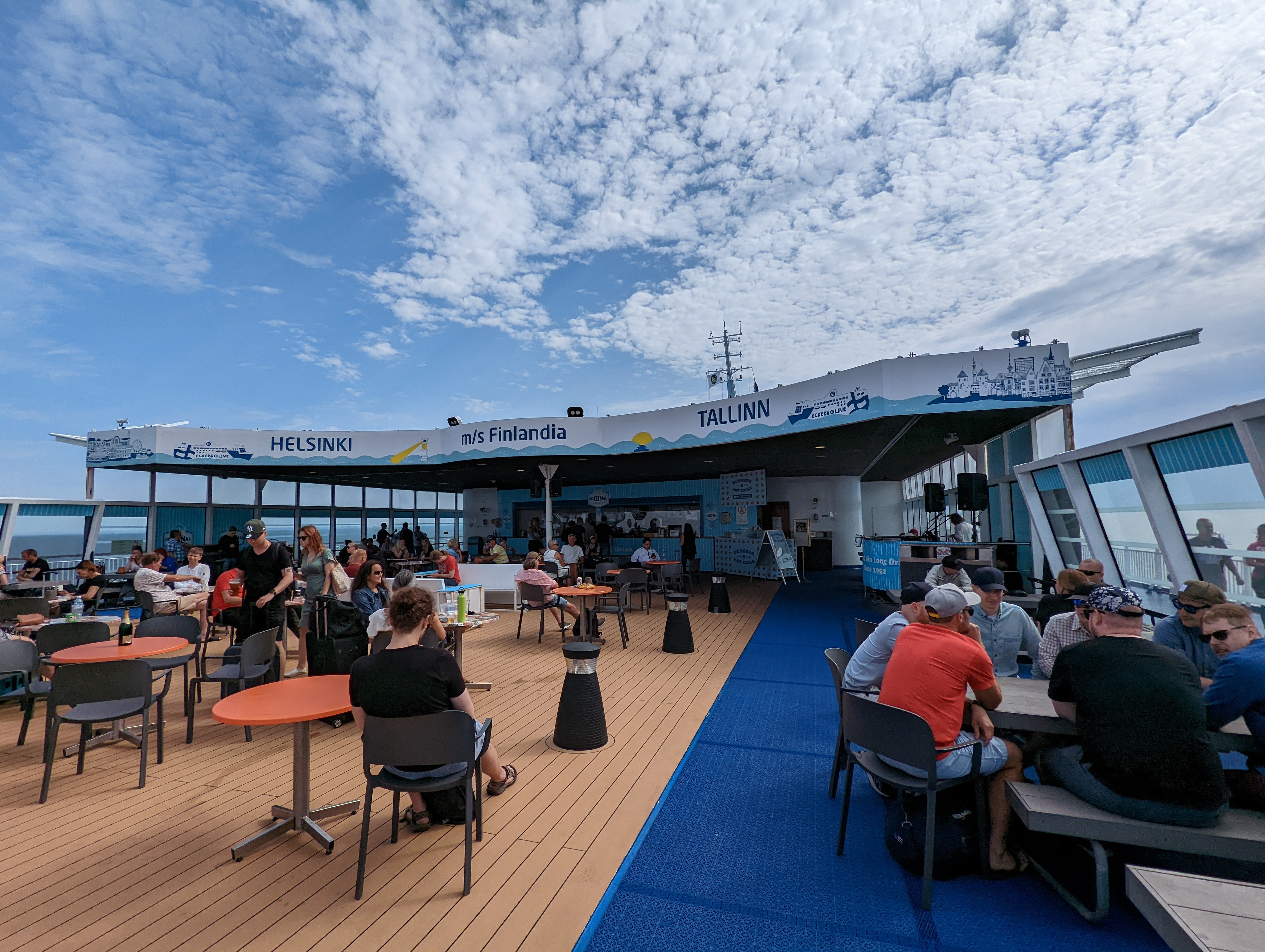
Bar extérieur Bar Laituri sur le pont 9.
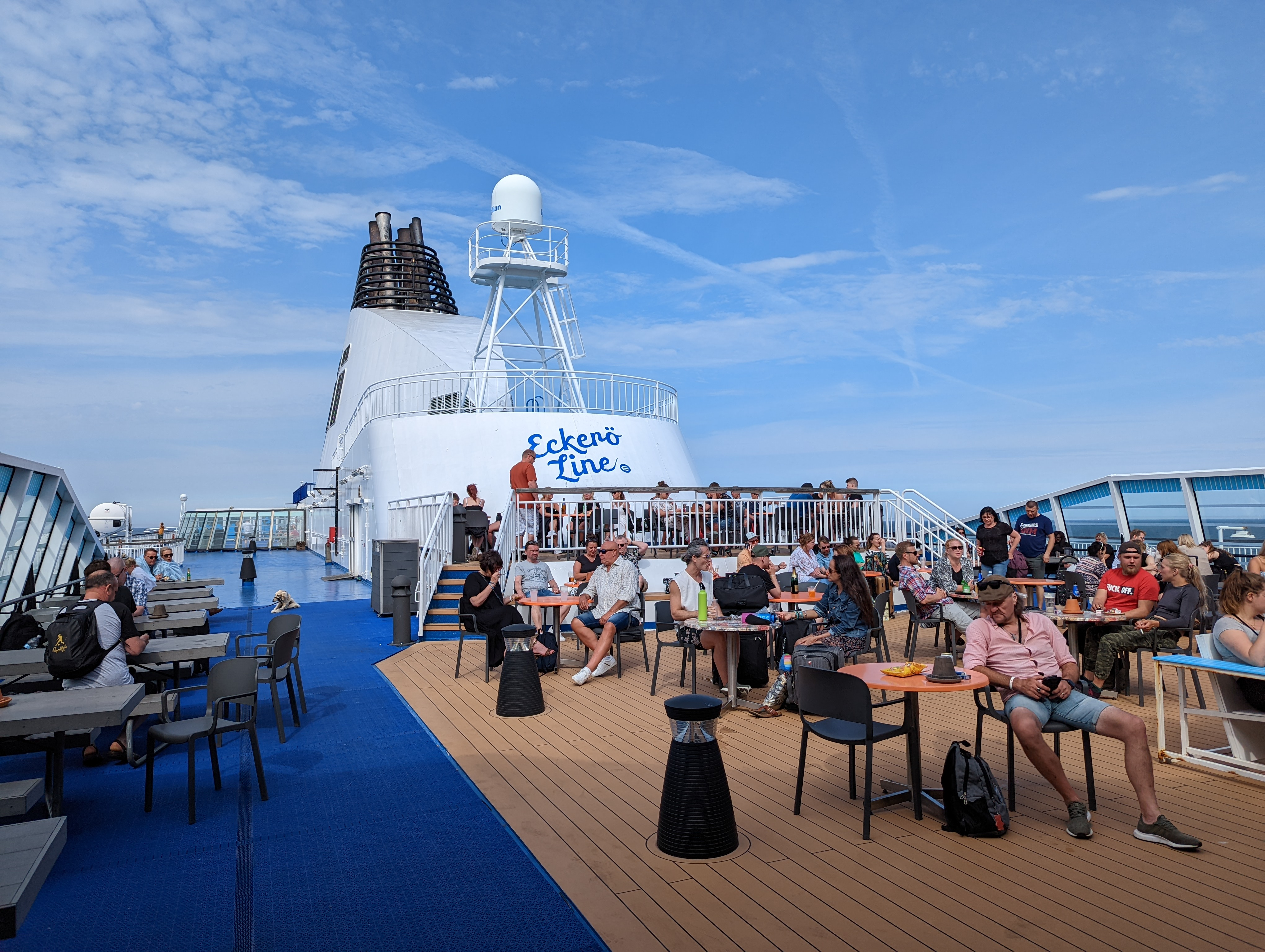
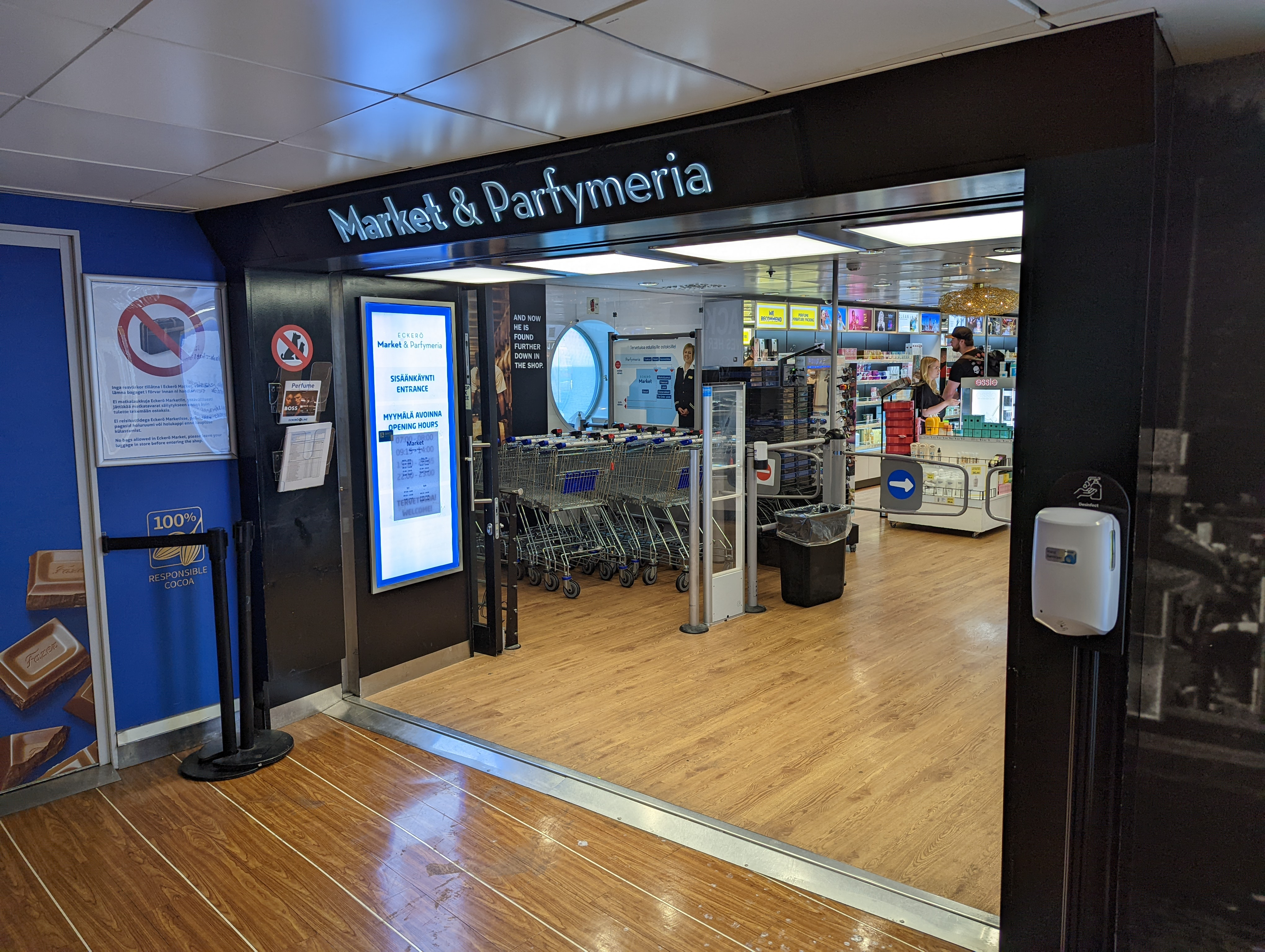
Supermarché hors-taxe sur le pont 6 avant.

### Cabines
À l'origine, le Moby Freedom disposait d'environ 300 cabines situées sur les ponts 6 et 7. Ces cabines, internes et externes, sont le plus souvent équipée de deux à quatre couchettes ainsi que de sanitaires comprenant douche, WC et lavabo. Quelques-unes proposent quant à elles un grand lit à deux places. En 2004, une vingtaine de cabines sont ajoutées au pont 6 à la place d'une partie du bar avant, portant leur nombre total à 320.
Depuis le rachat du navire par Eckerö Line, le nombre de cabines proposées à la vente a progressivement été revu à la baisse et le navire en compte aujourd'hui environ 200, la plupart ayant été intégrées aux locaux de l'équipage ou supprimées pour permettre l'extension de certains locaux ou la création du centre de conférences.

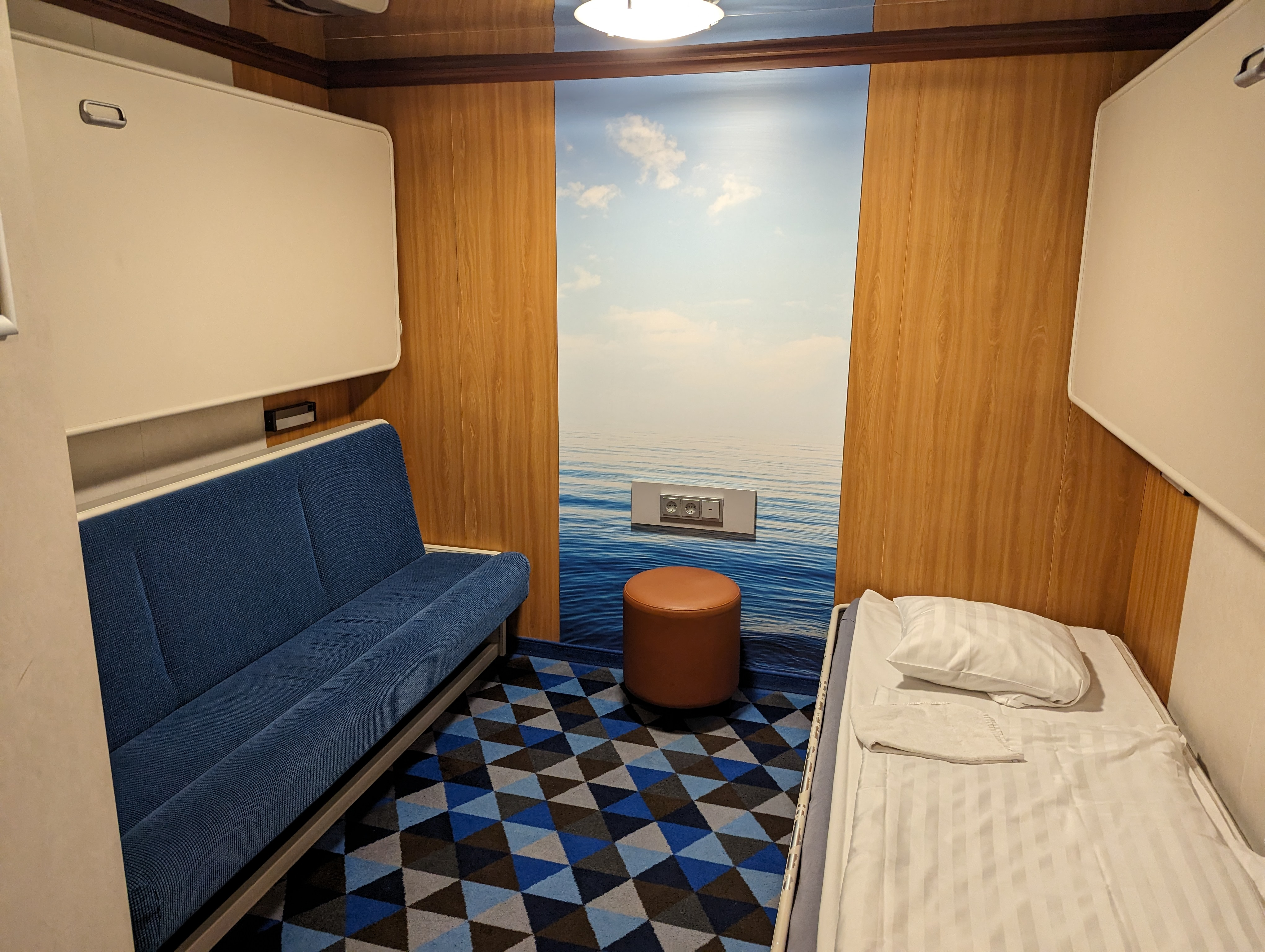
Cabine intérieure standard équipée de quatre chouchettes.
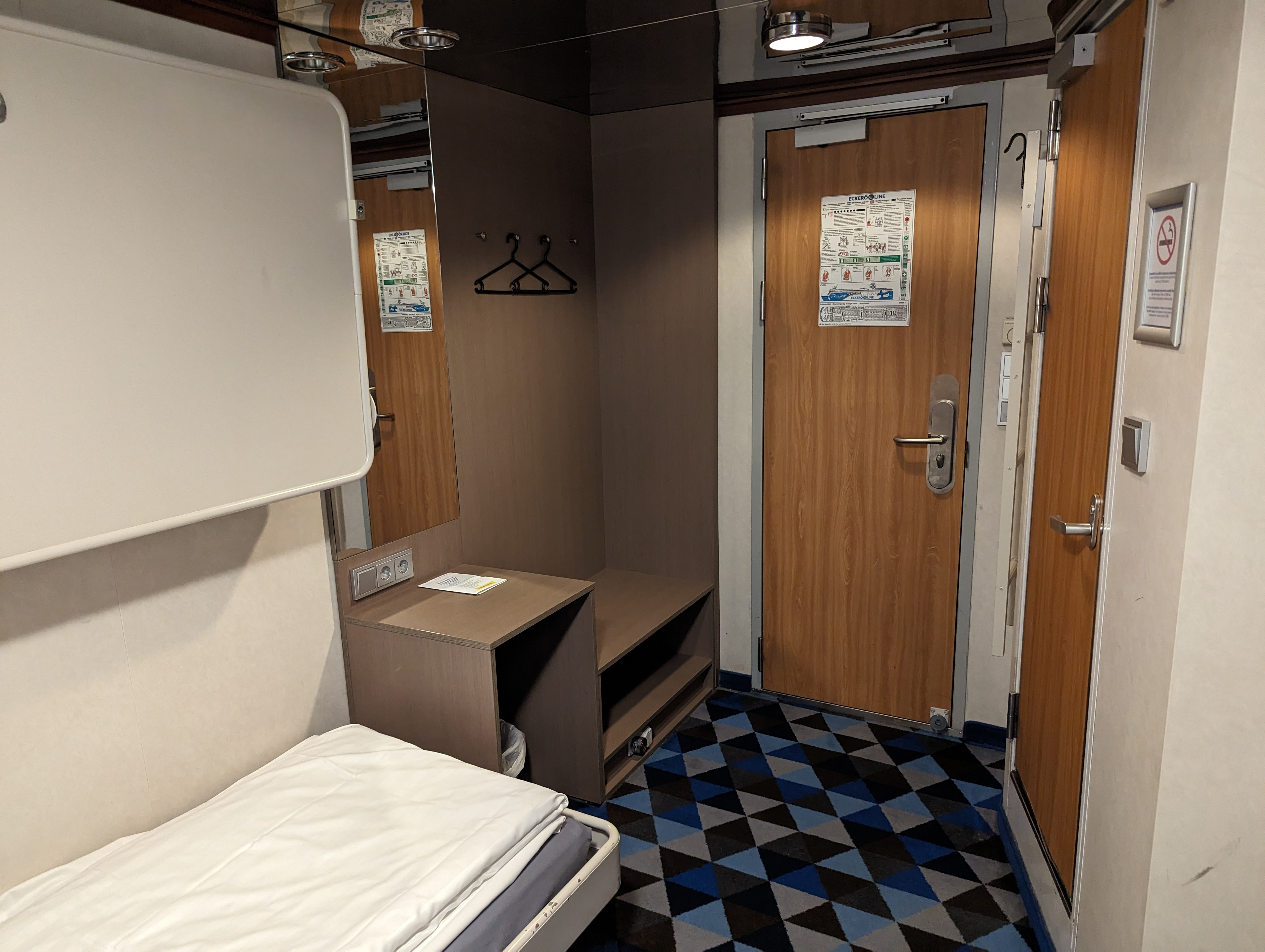
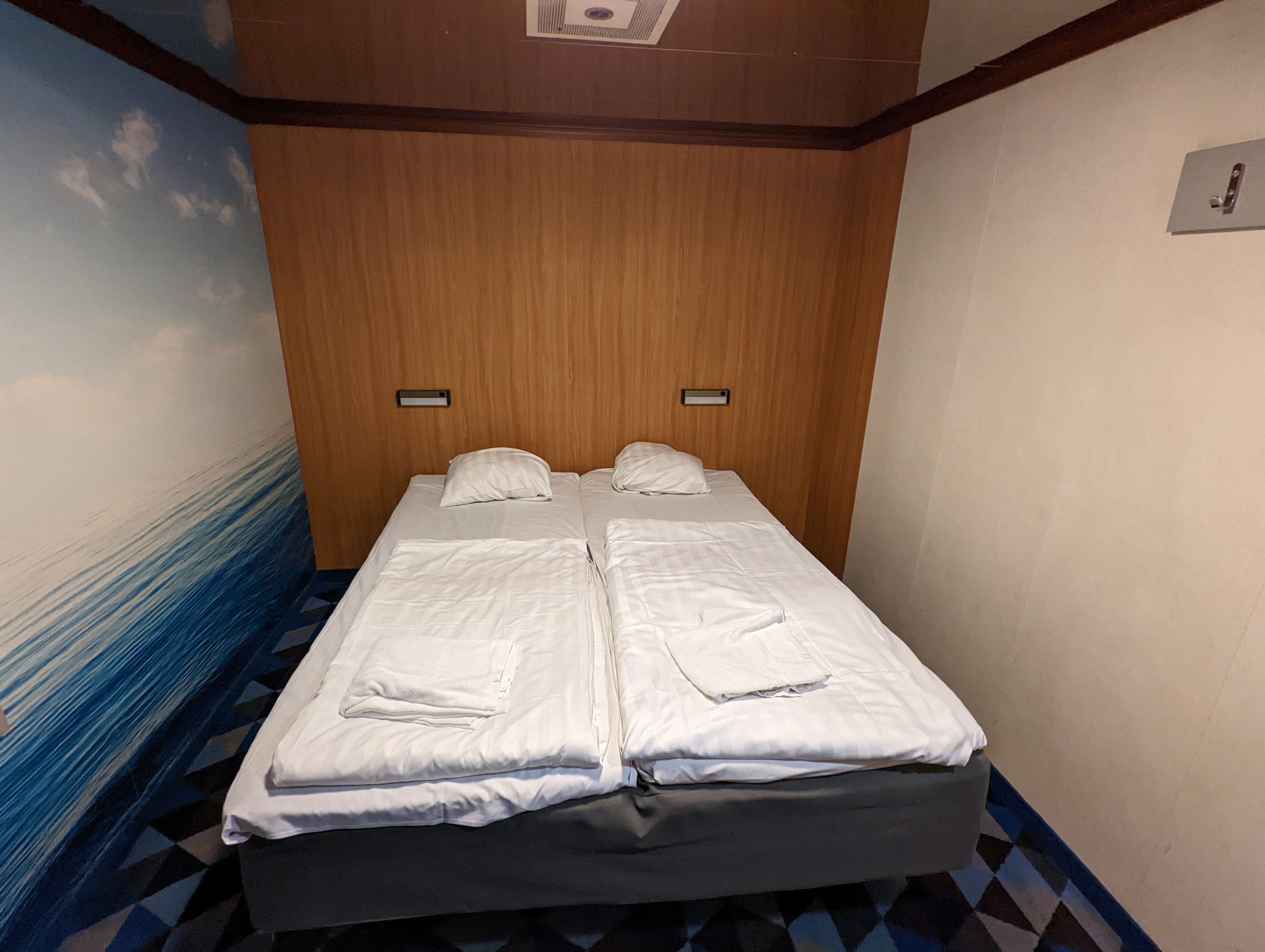
Cabine intérieure équipée d'un grand lit à deux places.
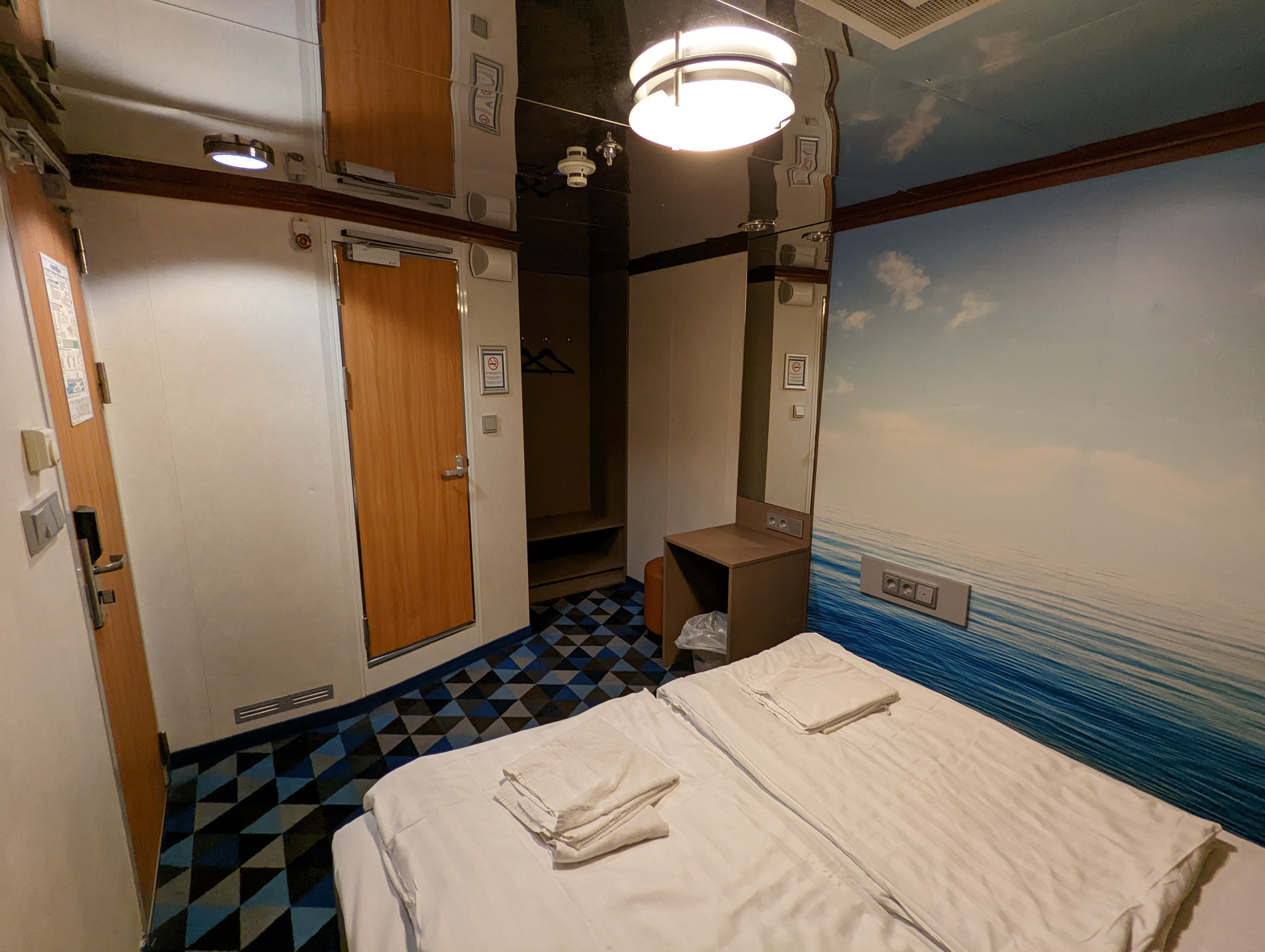
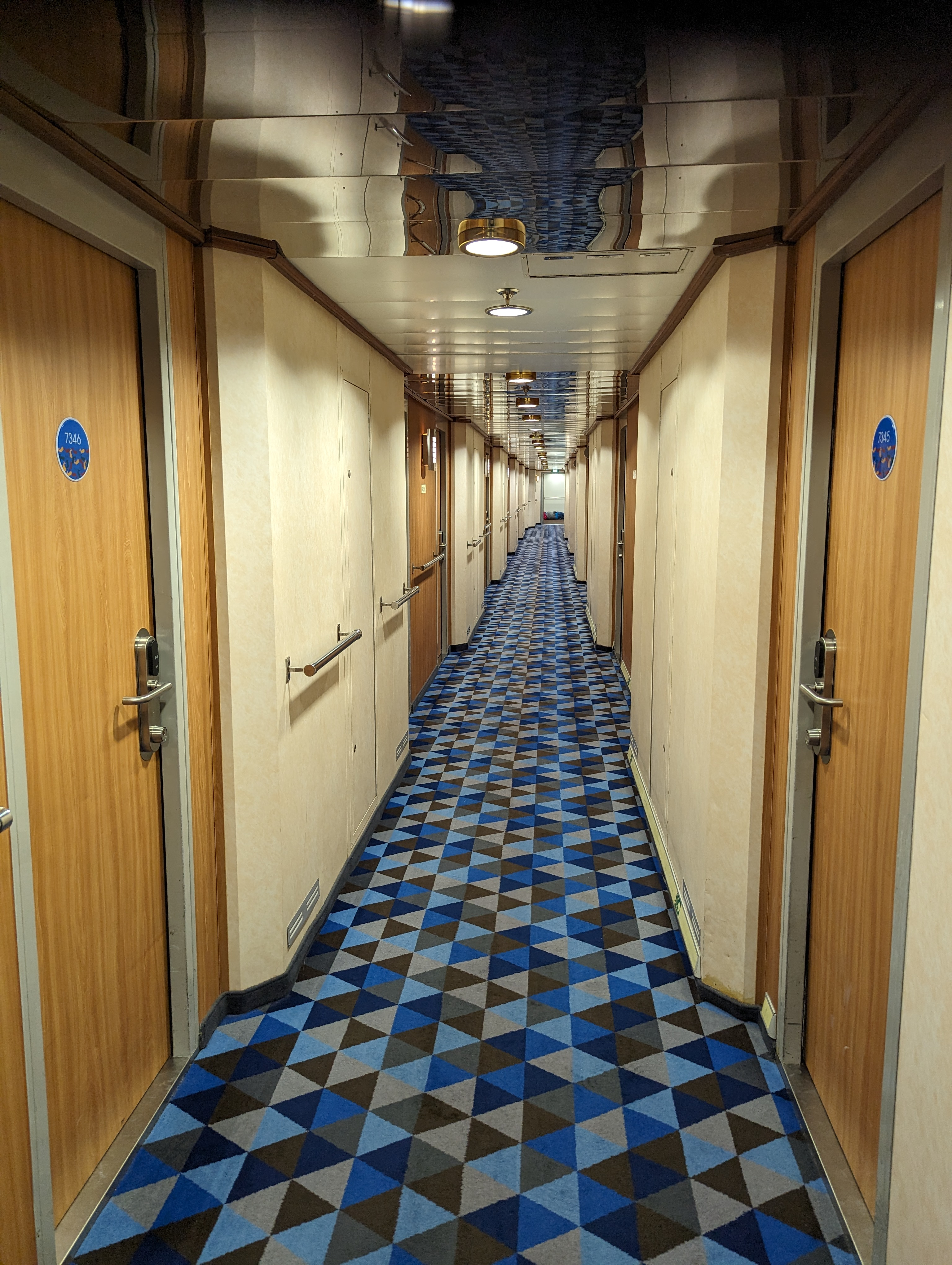
Coursive des cabines du pont 7.

## Caractéristiques
Le Finlandia mesure 174,99 m de long pour 27,60 m de large et son tonnage était de 36 093 UMS jusqu'à sa refonte de 2012 qui le porte alors à 36 365 UMS.. Le navire a une capacité 2 080 passagers et est pourvu d'un garage pouvant accueillir 665 véhicules répartis sur 4 niveaux. Le garage est accessible par trois portes rampes, deux situées à l'arrière et une à l'avant. La propulsion est assurée par quatre moteurs diesels Wärtsilä 12V46 développant une puissance de 51 470 kW entraînant deux hélices à pas variable faisant filer le bâtiment à une vitesse de 27 nœuds. Le Finlandia possède quatre embarcations de sauvetage couvertes de grande taille, deux sont situées de chaque côté vers le milieu du navire. Elles sont complétées par une embarcation de secours à tribord et un canot semi-rigide à bâbord. En plus de ces principaux dispositifs, le navire dispose de plusieurs radeaux de sauvetage à coffre s'ouvrant automatiquement au contact de l'eau. Le navire est doté de deux propulseurs d'étrave facilitant les manœuvres d'accostage et d'appareillage.

## Lignes desservies
À sa mise en service, le Moby Freedom desservait principalement la Sardaigne au départ de l'Italie continentale sur les lignes depuis Livourne, Piombino et Civitavecchia vers Olbia. Durant l'été, le navire était affecté à la desserte combinée de la Sardaigne et de la Corse, principalement au départ de Gênes en tandem avec son jumeau le Moby Wonder. En 48 heures, le navire effectuait ainsi les liaisons Gênes - Bastia et Civitavecchia - Olbia de jour et Gênes - Olbia de nuit.
Depuis le 31 décembre 2012, le navire est affecté au trafic d'Eckerö Line et réalise plusieurs traversées par jour entre la Finlande et l'Estonie sur la ligne Helsinki - Tallinn.

## Sister-Ships
Le Finlandia possède trois sister-ship. Le Moby Wonder, également construit pour Moby en 2001 chez DSME, était le jumeau le plus proche du navire jusqu'à ce que ce dernier intègre en 2012 la flotte d'Eckerö Line qui a alors entrepris d'importants travaux à bord. En 2005, Moby Lines met en service le Moby Aki, sister-ship amélioré des deux premiers, construit cette fois-ci aux chantiers Fincantieri d'Ancône d'après les plans de ses aînés. Un quatrième navire dérivé des précédents et également construit à Ancône a été mis en service en 2008 en mer Baltique pour la compagnie estonienne Tallink. Tout d'abord nommé Superstar, ce navire rejoindra la Méditerranée en 2017 après avoir été acquis par le groupe Corsica Ferries qui l'exploite actuellement sous le nom de Pascal Lota.